# Serfőzy Zseni
Serfőzy Zseni, Serfőzy Eugénia Lilla (Szeged, 1876. szeptember 23. – Nyíregyháza, 1899. június 7.) színésznő, énekesnő.

## Családja
Serfőzy György dunagőzhajózási hivatalnok és Unger Mária leánya. Testvérei Serfőzy György, Serfőzy Etel (Halasi Béláné), 
Serfőzy Mariska (Németh Elekné), Serfőzy Ida (Várady Aladárné) színészek. 1898. október 8-án Debrecenben házasságot kötött Rubos (Hruboss) Árpád színésszel.

## Életútja
1876. december 28-án keresztelték Szegeden. Szülővárosában járt zeneiskolába, majd 1895-ben elszerződött Polgár Károly zombori színtársulatához; később Halmai Imre társulatának tagja volt Szabadkán, azután Komjáthy Jánosnál működött, Debrecenben. Mint szubrettprimadonna előkelő nevet vívott ki. Öngyilkosságot követett el, felakasztotta magát. 1900. június 9-én volt a sírkőleleplezése, melynek ez a felirata: »Játszott... ha keble vérzett, szíve fájt, Játszott... és játszótársul hívta a halált.«